# Саламатов, Илья Ильич
Илья Ильич Саламатов — советский хозяйственный, государственный и политический деятель, член-корреспондент АН БССР.

## Биография
Родился в 1907 году в деревне Малая Берсениха (современное Саламатово, Уржумский район Кировской области России. Член КПСС.
С 1927 года — на хозяйственной, общественной и политической работе. В 1927—1977 годах — техник-чертежник, инженер-конструктор по химической аппаратуре аппаратурно-химического отдела Акционерного общества «Химстрой», главный инженер монтажа и пуска группы цехов специального назначения Кинешемского химического комбината, главный инженер Демиховского аппаратурно-строительного завода «Химаппаратура», заместитель, начальник технического отдела Главхиммаша, участник Великой Отечественной войны, заместитель директора по научной части, директор Всесоюзного научно-исследовательского института химического машиностроения, вновь заместитель директора по научной части, заместитель директора Института ядерной энергетики АН БССР.
За разработку специального оборудования для завода «Б» и завода «В» комбината № 817 был в составе коллектива удостоен Сталинской премии 2-й степени Указом Президиума Верховного Совета СССР от 29 октября 1949 года.
Умер в Минске в 1989 году.